# 灯里・藍華・アリスのARIA The STATION Neo VENEZIA INFORMALE
ARIA The STATION Neo VENEZIA INFORMALE（アリア・ザ・ステーション・ネオ・ヴェネツィア・インフォルマーレ）とは、音泉とアニメイトTVにて2006年1月10日から3月28日まで配信されていた「ARIA The ANIMATION」関連のインターネットラジオ番組である。同年2月10日からはBEWEでも配信されていた。
パーソナリティは水無灯里役の葉月絵理乃、藍華・S・グランチェスタ役の斎藤千和、アリス・キャロル役の広橋涼の3人。
番組のメインは灯里・藍華・アリスの3人がネオ・ヴェネツィアで生放送されるラジオ番組のパーソナリティになるという設定のラジオドラマである。ラジオドラマ終了後、それぞれの役を務めるキャストの3人によるフリートークと番組関連イベントや関連商品発売などのお知らせがあった。
「ARIA the Station」は第2期アニメ「ARIA The NATURAL」開始のため、3ヶ月で一旦番組を終了。後番組のタイトルは「ARIA the Station Due」でパーソナリティは西村ちなみ（アリア・ポコテン）と葉月絵理乃（灯里）の2人で、ゲストを交えて放送する。
なお、ネオ・ヴェネツィア上でのタイトル名では「灯里・藍華・アリスのARIA The STATION Neo VENEZIA INFORMALE」（あかり・あいか・ありすの-）である。

## 番組概要

### パーソナリティ
- 葉月絵理乃（水無灯里 役）
- 斎藤千和（藍華・S・グランチェスタ 役）
- 広橋涼（アリス・キャロル 役）

### 配信曜日など
- 放送期間（音泉基準日）：2006年1月10日～3月28日（全12回）
- 配信サイト：「音泉」⇒毎週火曜日、「アニメイトTV」⇒毎週木曜日（同一内容を放送）
- スポンサー：マッグガーデン、アニメ専門チャンネルAT-X、メディアファクトリー

## コーナー
- 普通のお便り

リスナーからのメールは番組の構成作家により「ARIA」の世界観に合致するようにアレンジされたものをラジオドラマ内で紹介される
- 週間 私の社長

リスナーから送られてきた猫についての話題を紹介する
- 藍華のハ・チ・ミ・ツ

リスナーから寄せられた「甘い言葉」（恥ずかしいセリフ）や「素敵なエピソード」を紹介
- アリスだもの

リスナーからのお悩み相談をアリスが一刀両断にする。アリスが答えたあとは刀を切る「シャキーン」という音が鳴る
- 灯里の「ぶらりネオ・ヴェネツィアさんぽ」

ネオ・ヴェネツィアの名所から穴場までを紹介する。なお、レポーターは灯里だとは限らない
- 灯里 チャレンジ!

毎回、灯里がいろんな事にチャレンジするとされていた。#6（2006年2月14日配信分）にて「街に出ておいしいカプチーノの店を探す」というお題にチャレンジした。しかし、すぐ後の#7（同年2月21日配信）にこのコーナーを発展的に解消して「ぶらりネオ・ヴェネツィアさんぽ」のコーナーがつくられたため、実際にチャレンジできたのはこのお題だけであった
- 灯里だもの

アリスがリスナー探しに行きいなくなり、藍華が灯里をおだてて、灯里がかわりに「アリスだもの」を行ったコーナー。#12（2006年3月28日配信分）にて行われたコーナー。しかし灯里は一刀両断にする予定だったが、一刀両断に出来ず、藍華に一刀両断される。結局は灯里の恥ずかしいセリフで終わってしまった
- インフォメーション

灯里のメール送信後（ラジオドラマ終了後）に行われるコーナー。葉月、斎藤、広橋の3人が番組関連イベントなどの告知を紹介する。このコーナーのみラジオドラマ仕立てではない素のフリートークで進行される
- 灯里の友達100人できるかな

#10で発表されたコーナー。スタジオに見学にきてくれる人を増やすために出来たコーナー。#11でチラシを配ることにした。チラシにはアリア社長の足形が押してある。#12で3人で配ったチラシの地図全てが間違っていて、誰一人としてくることが出来ないチラシになっていた。しかし、アリア社長の後に見学をしたいリスナーがついてきて無事くることが出来、総勢1,000人以上になった。

## ゲスト
- #6（2006年2月14日配信分） 川上とも子〔アテナ・グローリィ 役。「インフォメーション」のコーナーに飛び入り出演〕
- アリア社長〔随時足音のみ〕

## その他・補足
- 『インフォルマーレ（INFORMALE）』はイタリア語（ネオ・ヴェネツィア語）で「情報」の意味。
- この番組はネットラジオのため収録放送であるが、ネオ・ヴェネツィア上では公開生放送という設定になっている。
- 設定上の使用スタジオは、ネオ・ヴェネツィアにある「フトゥーロ・プリマ・スタジオ（futuro prima studio）」。「フトゥーロ・プリマ」はイタリア語で「未来のプリマ」という意味（但し、イタリア語として正しい形はfutura primaである）。アリシアが命名した設定となっている。#8で発表された。それまでは海の見えるガラス張りのスタジオとだけ説明されていた。スタジオの看板は灯里が生放送にくる前にゴンドラでARIAカンパニーから持ってきたものとなっている。
- 主な口癖は、藍華は「恥ずかしいセリフ禁止!」（その後に灯里が「えーっ」と反応する）、アリスは「でっかい○○です」（例えば「お世話」、「感動」など）。藍華はアリスのことを「後輩ちゃん」と呼んでいた。
- ネオ・ヴェネツィアからのお別れの挨拶は「チ ヴェディアーモ!（Ci vediamo!）」。イタリア語で「また会いましょう!」という意味
- 2006年3月14日配信時（#10）のインフォメーションの挨拶後にコンタクトレンズ購入を理由に広橋がスタジオから早退。眼科の予約時間が決まっていてどうしても抜けなければいけなかったため、葉月と斎藤の2人のみで進行した
- #12（2006年3月28日配信分）にて一旦、最終回となった。尚、ネオ・ヴェネツィア上での終了理由はアリスが学校の新学期で番組に出られないため一旦踏ん切りを付けたこととなっている。
- 灯里はこのラジオが始まるまで「構成作家」と言う言葉を知らないことになっていた。#3で初めて聞いた時は「悪い人をいい人にしてくれるサッカー選手」（=更生サッカー）と勘違いする。
- ボケたことを言うと、ネオ・ヴェネツィアン・カラスが鳴くお約束になっている。
- 灯里曰く、「灯里占いはあたる確率が100%」。
- #1だけ始まりが違う。始まりに「ARIA The STATION Neo VENEZIA INFORMALE」と言ってから始まった。
- #11で藍華が#12では灯里に恥ずかしいセリフ禁止しないといったが、結局いつもの口癖が出てしまいいつものパターンになってしまった。

## タイムテーブル
- オープニング（アバンタイトル）
  - 提供クレジット読み
  - CM
- フリートーク・おたより（ネオ・ヴェネツィアから公開生放送）
- コーナー（週代わり）
  - 提供クレジット読み
  - CM
- 灯里のメール（総括）
- インフォメーション（エンディング）

## 各話タイトル
1. 第1回という名の第1話 「ラジオですか?」
2. 第2回という名の第2話 「改めまして初めまして」
3. 第3回という名の第3話 「夜の空を見上げて」
4. 第4回という名の第4話 「一年に一度咲く綺麗な花」
5. 第5回という名の第5話 「本日は猫日和なり」
6. 第6回という名の第6話 「初めての小さな大冒険」
7. 第7回という名の第7話 「ネオ・ヴェネツィア観光案内」
8. 第8回という名の第8話 「ネオ・ヴェネツィアンガラスの輝き」
9. 第9回という名の第9話 「素敵な帽子」
10. 第10回という名の第10話 「かわいいおばさん」
11. 第11回という名の第11話 「灯里の友達大作戦」
12. 第12回という名の第12話 「フトゥーロ・プリマ 未来のプリマ」

## 関連メディア

### ラジオCD
- ARIA The STATION Neo-VENEZIA INFORMALE - 発売日：2006年9月29日発売

ネットラジオ1stシーズンのドラマパートをMP3形式で収録した本編ディスクと葉月絵理乃、西村ちなみによる録りおろし特典ディスク（通常のCD）の2枚組CD。